# Conversa Indiscreta
Conversa Indiscreta é um programa de entrevistas da TVI 24 apresentado por Alexandra Lencastre. O programa estreou a 1 de Março de 2009 e terminou a 30 de Agosto do mesmo ano, o primeiro convidado foi Quique Flores.

## Convidados
- Quique Flores
- Helena Roseta
- Manuela Moura Guedes
- Marcelo Rebelo de Sousa
- Carvalho da Silva
- António Pedro Vasconcelos
- João Pereira Coutinho
- Bagão Félix
- Maria Barroso
- Padre António Vaz Pinto
- Maria José Nogueira Pinto
- Odete Santos
- Herman José
- Maria Filomena Mónica
- Rogério Samora
- Júlia Pinheiro
- Humberto Barbosa
- Margarida Vila-Nova
- Tim
- Beatriz Batarda
- Filipe La Feria
- Dulce Pontes
- Diogo Infante
- Guta Moura Guedes
- Manuel Luís Goucha